# Dai Morris
David Morris, detto Dai (Rhigos, 11 novembre 1941), è un ex rugbista a 15 gallese che giocava da flanker (ma anche da numero 8).
Durante la sua carriera ha giocato con i club di Rhigos e Neath.
Il suo esordio con il Galles è del 1º aprile 1967 contro la Francia. La sua ultima partita internazionale è invece del 16 marzo 1974 contro l'Inghilterra.
Per il Galles ha disputato in totale 34 match, vincendo 4 Cinque Nazioni (1969, 1970, 1971, 1973), con due Triple Crown (1969, 1971) e un Grande Slam (1971).
Nel 2002 Morris è stato scelto per il migliore XV gallese della storia nella posizione di flanker.